# Benoît Salmon

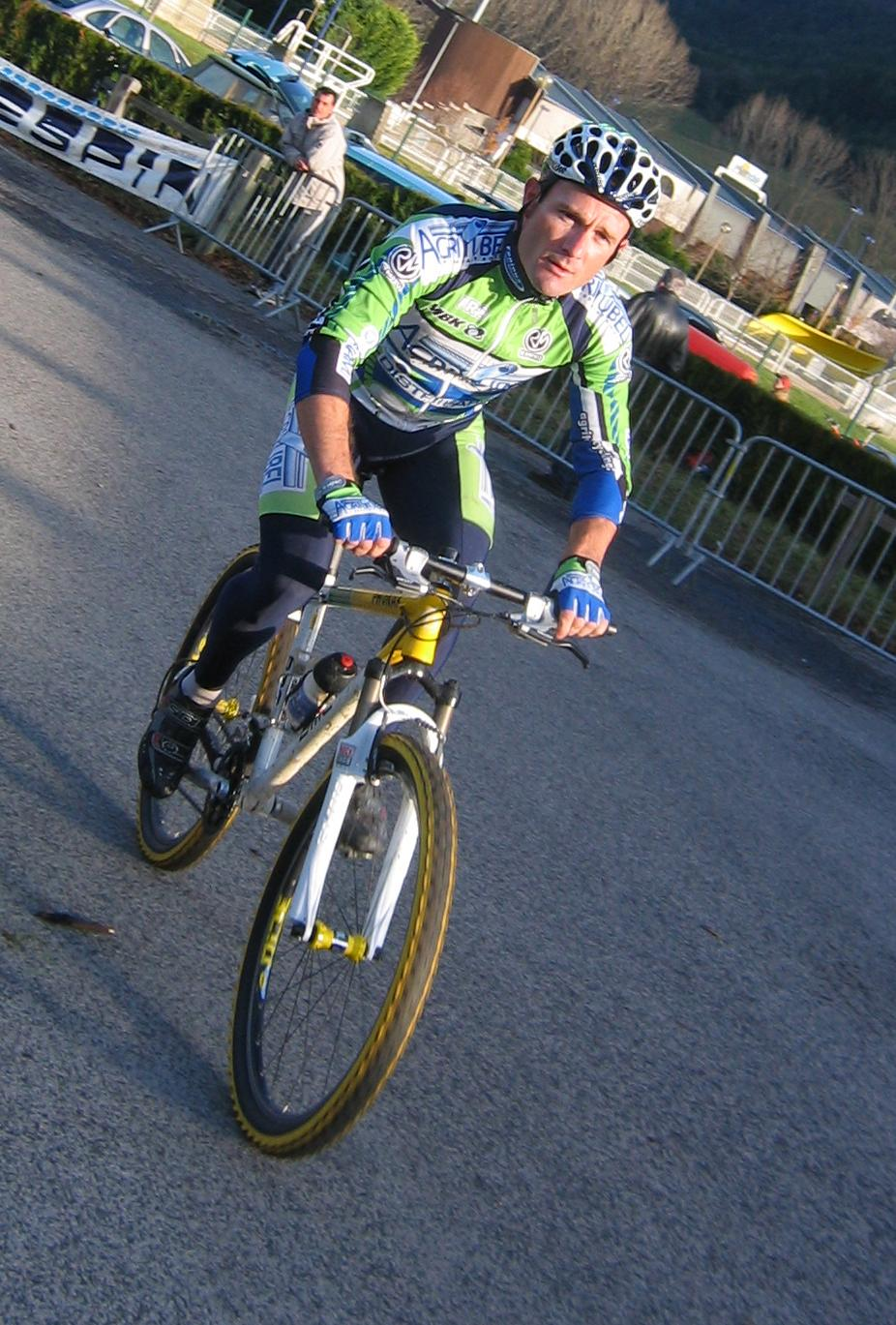
Benoît Salmon

Benoît Salmon (* 9. Mai 1974 in Dinan) ist ein ehemaliger französischer Radrennfahrer.

## Radsport-Karriere
Benoît Salmon begann seine Karriere 1996 bei Collstrop. Er wurde auf Anhieb Achter bei der Tour de l’Avenir. In der folgenden Saison wechselte er zu Lotto, wo er Vierter beim Grand Prix Cholet-Pays de la Loire und Neunter bei der Flèche Wallonne wurde. 1998 ging er dann zu Casino und nahm zum ersten Mal an der Tour de France teil. 
Ein Jahr später gewann er im Vorfeld der Tour de France den Grand Prix Midi Libre. Bei der Tour de France 1999 wurde er 16. im Gesamtklassement und sicherte sich das Weiße Trikot des besten Jungprofis. Nach einem eher erfolglosen Jahr mit dem neuen Sponsor Ag2r Prévoyance schaffte er es 2001 noch einmal auf den zweiten Platz beim Grand Prix Midi Libreinklusive Etappensieg und auf den dritten der Dauphiné Libéré.
2002 wechselte Salmon zum Schweizer Rennstall Phonak Hearing Systems. Bei den französischen Meisterschaften wurde er 2003 Vierter und 2004, nachdem er zu Crédit Agricole ging, Dritter. Seit 2005 fuhr Benoît Salmon für das französische  Professional Continental Team Agritubel. Sein bestes Ergebnis dort war ein dritter Gesamtrang bei der Route du Sud 2005.
Ende der Saison 2008 beendete Salmon seine Karriere.

## Palmarès

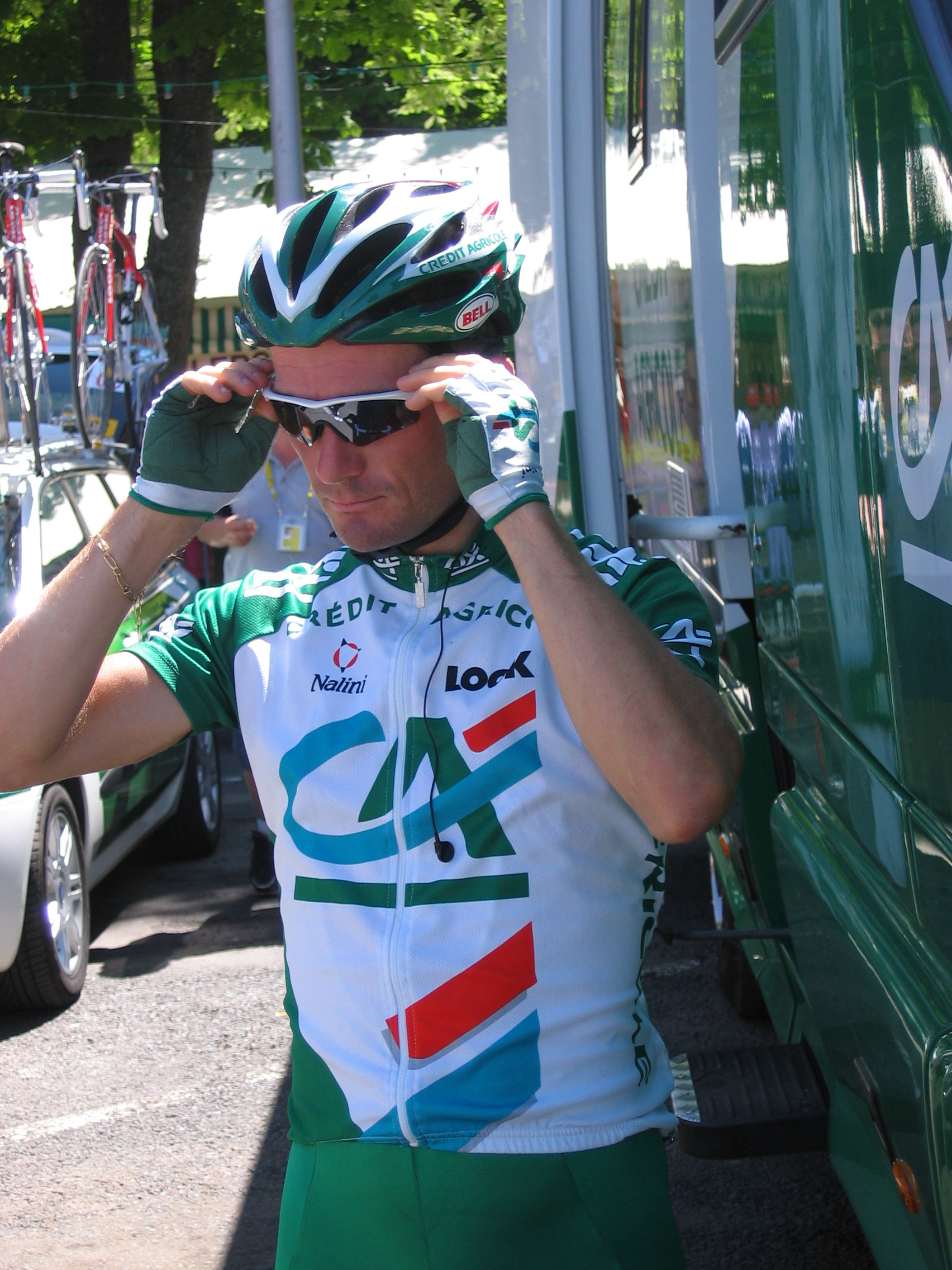

1996
- Flèche Ardennaise

1999
- Grand Prix Midi Libre
- Nachwuchswertung Tour de France

## Teams
- 1996 Collstrop
- 1997 Lotto-Mobistar
- 1998–2001 Casino / Ag2r Prévoyance
- 2002–2003 Phonak Hearing Systems
- 2004 Crédit Agricole
- 2005–2008 Agritubel